# Tuffi ai Giochi della XXVIII Olimpiade

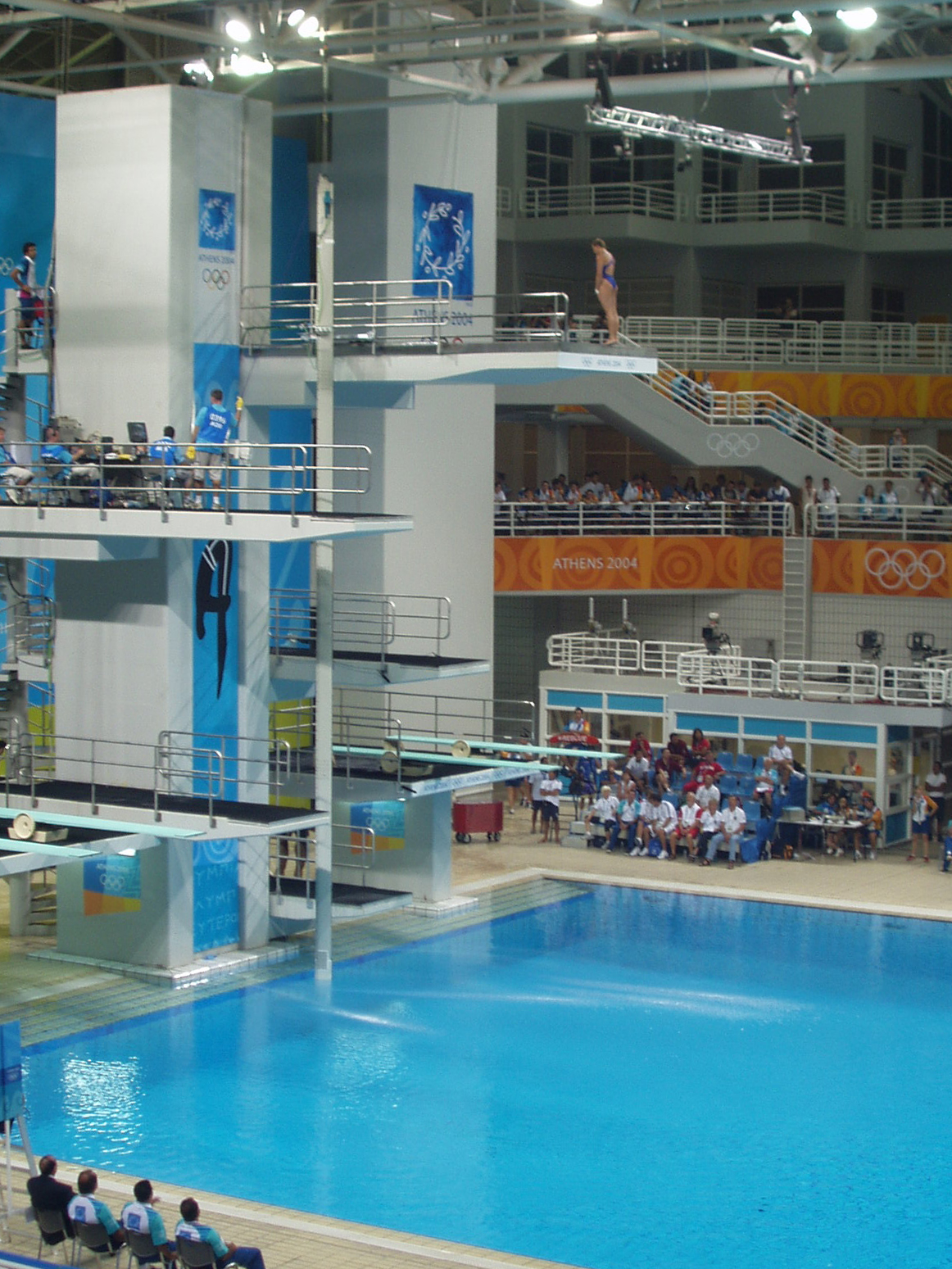
L'Olympic Aquatic Centre di Atene.

Ai Giochi della XXVIII Olimpiade si sono svolti 8 differenti concorsi dei tuffi: trampolino 3 m individuale, piattaforma 10 m individuale, trampolino 3 m sincro e piattaforma 10 m sincro, sia maschili che femminili.

## Partecipanti
- Australia: 7
- Austria: 2
- Bielorussia: 3
- Bermuda: 1
- Brasile: 3
- Canada: 6
- Cina: 10
- Colombia: 1
- Cuba: 6
- Finlandia: 2
- Francia: 1
- Germania: 10
- Gran Bretagna: 7
- Grecia: 8
- Ungheria: 3
- Italia: 6
- Giappone: 2
- Malaysia: 3
- Messico: 5
- Corea del Nord: 3
- Porto Rico: 1
- Romania: 1
- Russia: 9
- Sudafrica: 1
- Spagna: 4
- Svezia: 1
- Svizzera: 1
- Ucraina: 8
- Stati Uniti: 10
- Venezuela: 1

## Podi

### Uomini
| Evento                      | Oro                                    | Perform. | Argento                                    | Perform. | Bronzo                                  | Perform. |
| Tuffi individuali           |                                        |          |                                            |          |                                         |          |
| Trampolino 3 m (dettagli)   | Peng Bo                                | 787,38   | Alexandre Despatie                         | 755,97   | Dmitrij Sautin                          | 753,27   |
| Piattaforma 10 m (dettagli) | Hu Jia                                 | 748,08   | Mathew Helm                                | 730,56   | Tian Liang                              | 729,66   |
| Tuffi sincronizzati         |                                        |          |                                            |          |                                         |          |
| Trampolino 3 m (dettagli)   | Grecia Thomas Bimis Nikolaos Siranidis | 353,34   | Germania Tobias Schellenberg Andreas Wels  | 350,01   | Australia Steven Barnett Robert Newbery | 349,59   |
| Piattaforma 10 m (dettagli) | Cina Tian Liang Yang Jinghui           | 383,88   | Gran Bretagna Peter Waterfield Leon Taylor | 371,52   | Australia Mathew Helm Robert Newbery    | 366,84   |

### Donne
| Evento                      | Oro                         | Perform. | Argento                                    | Perform. | Bronzo                                  | Perform. |
| Tuffi individuali           |                             |          |                                            |          |                                         |          |
| Trampolino 3 m (dettagli)   | Guo Jingjing                | 633,15   | Wu Minxia                                  | 612,00   | Julija Pachalina                        | 610,62   |
| Piattaforma 10 m (dettagli) | Chantelle Michell           | 590,31   | Lao Lishi                                  | 576,30   | Loudy Tourky                            | 561,66   |
| Tuffi sincronizzati         |                             |          |                                            |          |                                         |          |
| Trampolino 3 m (dettagli)   | Cina Guo Jingjing Wu Minxia | 336,90   | Russia Julija Pachalina Vera Il'ina        | 330,84   | Australia Irina Laško Chantelle Michell | 309,30   |
| Piattaforma 10 m (dettagli) | Cina Lao Lishi Li Ting      | 352,14   | Russia Natalia Gonchorova Julija Koltunova | 340,92   | Canada Blythe Hartley Émilie Heymans    | 327,78   |

## Medagliere
| Posizione | Paese         | Oro | Argento | Bronzo | Totale |
| --------- | ------------- | --- | ------- | ------ | ------ |
| 1         | Cina          | 6   | 2       | 1      | 9      |
| 2         | Australia     | 1   | 1       | 4      | 6      |
| 3         | Grecia        | 1   | 0       | 0      | 1      |
| 4         | Russia        | 0   | 2       | 2      | 4      |
| 5         | Canada        | 0   | 1       | 1      | 2      |
| 6         | Germania      | 0   | 1       | 0      | 1      |
| 6         | Gran Bretagna | 0   | 1       | 0      | 1      |
| Totale    | Totale        | 8   | 8       | 8      | 24     |